# برنده باش
برنده باش یک مسابقه تلویزیونی با اجرای محمدرضا گلزار و تهیه‌کنندگی هاشم رضایت و حمید رحیمی نادی بود.
شرکت‌کنندگان در این مسابقه باید بر اساس اطلاعات عمومی به سؤالات متنوعی دربارهٔ مسائل مختلف پاسخ می‌دادند.
افزایش نرخ مطالعه و بالا بردن آگاهی و اطلاعات عمومی در بین مخاطبان یکی از اهداف اصلی ساخت این مسابقه عنوان شده بود. در هر قسمت از این مسابقه چهار نفر که از قبل سوال‌های اپلیکیشن برنامه را به درستی پاسخ داده بودند، روی صندلی برنامه می‌نشستند و با پاسخ دادن به سوالات به صورت پلکانی برای بردن جایزه یک میلیارد ریالی با مجری وارد رقابت می‌شدند.و فصل دوم این مسابقه با نام هفت خان از پلتفرم نماوا پس از دوسال پخش شد.
به گفته محمدرضا گلزار  در کنسرت ۶ اسفند ۱۳۹۹ در کیش قرار است روزهای فیلمبرداری مسابقه‌ای شبیه به برنده باش با اجرای خود محمدرضا گلزار در ۲۰ اسفند ۱۳۹۹ با تاییدیه وزارت فرهنگ و ارشاد اسلامی آغاز شود و در عید نوروز سال ۱۴۰۰ از پلتفرم های اینترنتی پخش خواهد شد.
این مسابقه پرمخاطب به «دلایل شرعی» در تاریخ ۵ اردیبهشت ۱۳۹۸ بعد از چند شب پخش نشدن به علت «مشکلات فنی» سرانجام برنامه قطع و هیچگاه از شبکه سه پخش نشد؛ حتی آرشیو این برنامه از وبسایت شبکه سه و تلوبیون و صدا و سیما به طور کامل حذف شد ولی بعد از مدتی دوباره در آرشیو موجود شده که از سایت خود شبکه ۳ هم قابل دانلود است.

## شرکت در مسابقه
حضور در این مسابقه تنها از طریق شرکت در آزمون اولیه از طریق یک اپلیکیشن موبایلی ممکن بود. افرادی که تمایل داشتند در این مسابقه چه به عنوان تماشاگر و چه به عنوان شرکت‌کننده حضور داشته باشند، باید از طریق این اپلیکیشن به جمع‌آوری امتیاز می‌پرداختند. افراد با پاسخ به سوالات مطرح‌شده، امتیاز کسب می‌کردند و شانس خود را برای حضور در برنامه افزایش می‌دادند.

## انتقادات
با توجه به روش شرکت در مسابقه و نیاز به خرید بسته برای پاسخ‌گویی به سوالات اپلیکیشن و کسب امتیاز، برخی (از جمله مراجع تقلید اسلام) این برنامه را قمار و همانند مسابقات بخت‌آزمایی دانستند. سامان فائق ـ عضو هیئت مدیره شرکت افکار ایرانیان هوشمند، مجری طرح این مسابقه - در این باره گفت: «البته هیچ اجباری برای کاربران به خرید بسته در اپلیکیشن نیست و کاربران با قصد و میل شخصی نسبت به خرید اقدام می‌کنند. تمدید این خرید برای اپلیکیشن موجود نیست و در آینده هیچ هزینه دیگری از حساب مشتری کسر نخواهد شد.»
همچنین وجود اشتباه در سوالات مسابقه حواشی و انتقادهای زیادی را در پی داشته‌است.

## توقف پخش
در تاریخ ۵ اردیبهشت ۱۳۹۸، در پی انتقاد ناصر مکارم شیرازی از این برنامه‌، این مسابقه پر مخاطب (مثل پنج ستاره) از کنداکتور شبکه سه حذف و پخش آن متوقف شد.